# Sân bay Mariscal Lamar
Sân bay Mariscal Lamar (IATA: CUE, ICAO: SECU) là một sân bay ở Cuenca, Ecuador. Sân bay này có 1 đường băng dài 1900 m bề mặt nhựa đường.

## Các hãng hàng không và các tuyến điểm
Hiện có các hãng hàng không sau đang hoạt động tại sân bay Mariscal Lamar:
- Aerogal (Guayaquil, Quito)
- LAN Ecuador (Guayaquil)
- TAME (Guayaquil, Quito)